# ジェームズ・ホール (古生物学者)

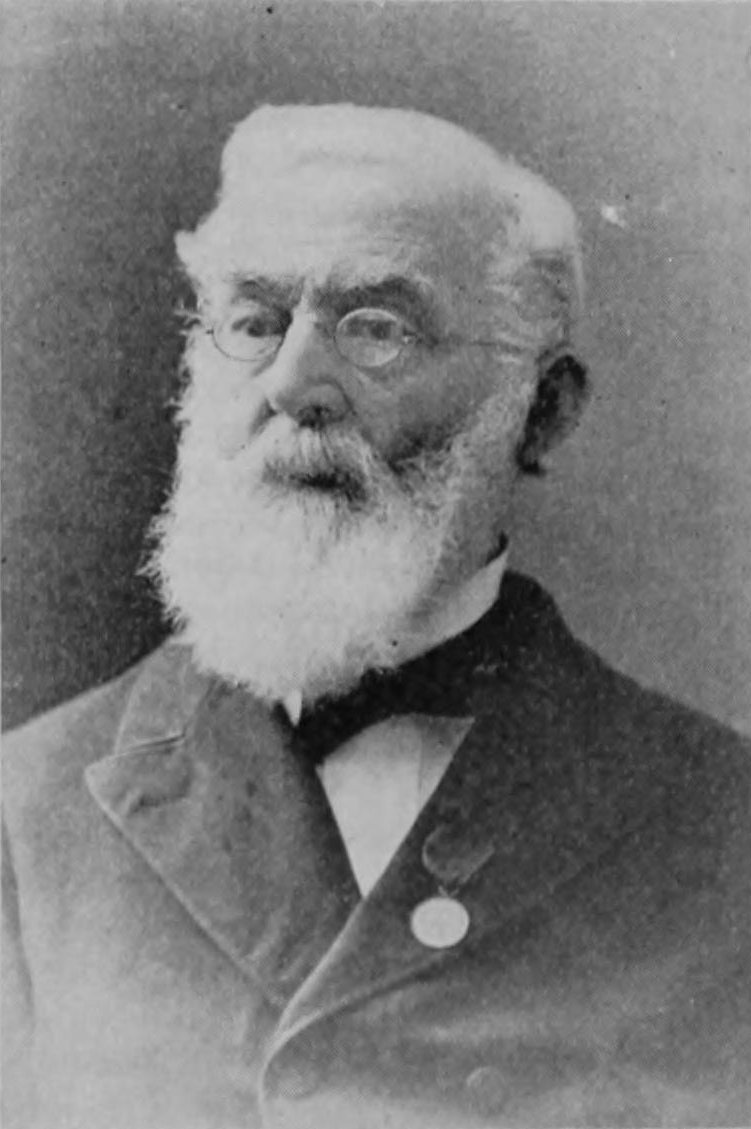
ジェームズ・ホール

ジェームズ・ホール（James Hall、1811年9月12日 - 1898年8月7日）は、アメリカ合衆国の地質学者、古生物学者である。層序学の権威で、アメリカの古生物学の発展に貢献した。

## 略歴
マサチューセッツ州ヒンガム(Hingham)に生まれた。創立されてまもないレンセラー工科大学でエイモス・イートン(Amos Eaton)とエベニーザー・エモンズ(Ebenezer Emmons)らのもとで学んだ。1833年に修士課程を終えて、レンセラー工科大学で化学と地質学を教えた。1836年から行われたニューヨーク州の地質学、自然史調査にエベニーザー・エモンズの助手として参加し、後に4分割された調査地域の1つの責任者となった。アディロンダック山地の鉄鉱山の調査を行い、翌年、西部地区の調査を行った。
調査の最後の年の1841年に、ホールは最初の州の古生物学者に任命された。1843年に報告書"Geology of New York," Part IV.を出版し、高い評価を得た。ニューヨーク州アルバニーに研究所を建て、研究と後進の指導を行った。研究所でホールの指導を受けた著名な地質学者にはFielding Meek、チャールズ・ウォルコット、Josiah Whitneyなどがいる。ジェームズ・ホール・オフィスと呼ばれる研究所は1976年に歴史的建造物に登録された。業績のひとつはSaratoga Springs近くのPetrified Sea Gardensで発見されたストロマトライトの化石が生物起源であることを示したことである。1850年にはミシガン州北部、ウィスコンシン州の調査を行ない、その他の州の調査にもかかわった。1866年にアルバニーのニューヨーク自然史博物館の館長になった。

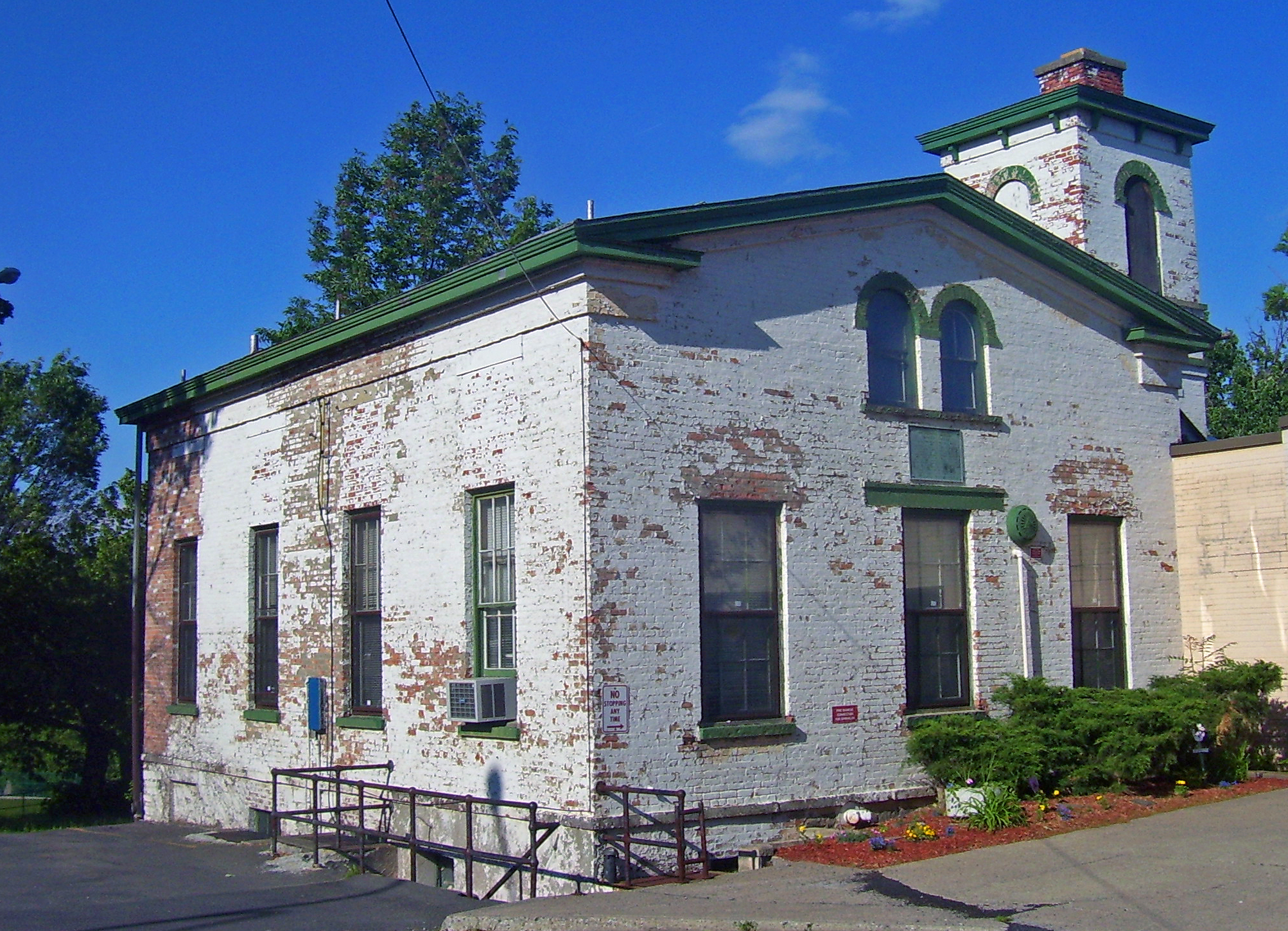
James Hall Office

847年から1894年の間に、13巻の主著 Paleontology of New Yorkを執筆した。1000ページの図版を含む4500ページ以上の大著である。それ以外に30冊以上の著作と200以上の論文を発表した。
全米科学アカデミーの創立メンバーであり、アメリカ地質学会の初代の会長を務めた。ロンドン地質学会の外国人会員にも選ばれ、1858年にはウォラストン・メダルを受賞した。

## 著書
- Geology of New York, Part IV (1843年)
- Paleontology of New York, 8 volumes (1847年 -1894年).
- Geological Survey of Iowa, 2 volumes (1858年 - 1859年)
- Report on the Geological Survey of the State of Wisconsin (1862年)
- United States and Mexican Boundary Survey (1857年)